# ヘンリー・ガードナー
ヘンリー・ジョセフ・ガードナー（英: Henry Joseph Gardner、1819年6月14日 - 1892年7月21日）は、アメリカ合衆国マサチューセッツ州出身の商人、政治家である。ノウ・ナッシングの公認で出馬した1854年のマサチューセッツ州知事選挙では、ノウ・ナッシングが州全体で圧倒的な勝利を挙げたことに便乗して当選し、州知事を1858年まで3期務めた。
ガードナーはマサチューセッツ州ドーチェスターで生まれ、ボストンの乾物商人となり、1850年代初期は土地のホイッグ党員として活動した。1854年、移民排斥主義者のノウ・ナッシングが突然、秘密主義のままに興隆したときに、ガードナーは時機をみてそれまで保持していた立場を否定してノウ・ナッシングの動きに加わり、ホイッグ党現職候補者エモリー・ウォシュバーンに大勝した。ガードナーが州知事を務めた3期の間に、ノウ・ナッシングが支配した州議会は幅広い改革案を法制化し、州憲法にもかなりの変更を加えた。その中には州知事選挙でそれまでは過半数の得票が当選条件だったものを、多数票（一位票）を得た者が当選できるように変更したものなど選挙制度の重要な改革が含まれていた。
ノウ・ナッシングの動きは1854年の勝利後間もなく崩壊を始め、奴隷制度に対する姿勢で分裂した。ガードナーは1856年の選挙で共和党の支援もあって再選されたが、これは共和党の大統領候補者ジョン・C・フレモントをノウ・ナッシングが支持するのと交換条件だった。1857年の州知事選挙では、共和党候補のナサニエル・P・バンクスがガードナーに対して楽勝で当選し、ノウ・ナッシングの動きは事実上消滅した。1860年までにガードナーは政界を去り、事業での利益追求に戻った。1892年、ガードナーは比較的世に知られないままに死んだ。

## 初期の経歴
ヘンリー・ジョセフ・ガードナーは1819年6月14日に、マサチューセッツ州ドーチェスターで（当時はボストン市とは別の町だった）で生まれた。父はヘンリー・ガードナー、母はクラリッサ（旧姓ホルブルック）だった。祖父も同名のヘンリー・ガードナーであり、ハーバード大学の卒業生として尊敬され、アメリカ独立戦争の時には政界で活動し、1774年から1782年には州の財務官を務めていた。ガードナーはまずボストン地域の私立学校で教育を受けてから、フィリップス・エクセター・アカデミーに入学し、同学を1831年に卒業した。続いてボウディン大学に入学し、ボストンで乾物商人としての経歴を始め、それを1876年まで続けた。1844年、メイン州ポートランド出身のヘレン・コブと結婚した。この夫妻には3人の子供が生まれた。

## 政界入り

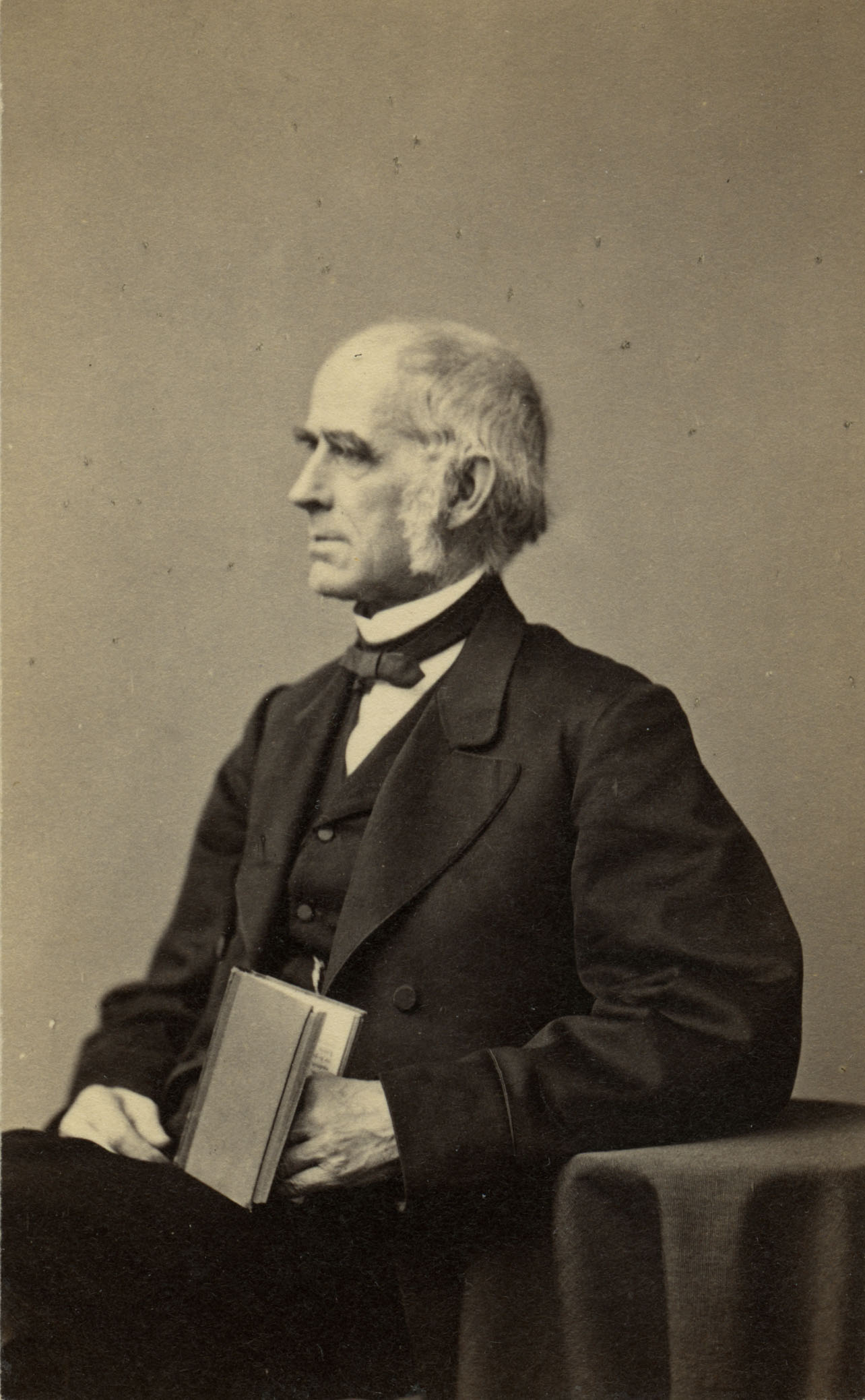
エモリー・ウォシュバーン、1854年にガードナーが州知事選挙に出馬したときの現職知事。ガードナーに敗れた

1850年、政治的にはホイッグ党支持者だったガードナーはボストン市評議員に選出され、これを1853年まで務めた。中道保守派であるウェブスターの支持者であり、州内での党の組織化に関わり、中央組織委員を務めた。1854年、奴隷制度を擁護するカンザス・ネブラスカ法の支持に関して党と袂を分かち、移民排斥主義者のノウ・ナッシングの動きに関わるようになった。この政治姿勢の変化はガードナーにとってかなり急進的なものであり、同時代の人や近代の歴史家からは政治的な日和見主義と見られた。ノウ・ナッシングに関わる以前は特に移民排斥的な考えを示してはおらず、治安判事になる選挙ではむしろアイルランド系アメリカ人を支持していた。奴隷制度に関して中道的ウェブスター支持の姿勢から奴隷制度廃止の姿勢に変わり、以前は反対していた禁酒運動の姿勢を支持した。ホイッグ党の政治家エドワード・エヴァレットはガードナーを「いくらか賢いものだが、性格には堅実性が無い。」と表現していた。
1854年10月のノウ・ナッシング党員大会でガードナーを州知事候補に選出した。これは同様にノウ・ナッシングの支持を求めていた共和党の候補者ヘンリー・ウィルソンと比較して、奴隷制度に対する姿勢がそれほど急進的ではなかったことも要因だった。ウィルソンは最後にノウ・ナッシングと取引し、州知事選挙から最後の段階で撤退する代わりに、アメリカ合衆国上院議員選挙ではノウ・ナッシングからの支持を得られるようにした。ホイッグ党も民主党も大規模な行事を組織しなかったので、選挙戦は比較的穏やかなものとなった。大政党は集会を開いたとしてもノウ・ナッシングへの逃亡のために参加者が少なくなることを心配していた可能性がある。貴族主義的なホイッグ党は現職のエモリー・ウォシュバーンを立てて再選を求めた。ホイッグ党はノウ・ナッシングの力を特に過小評価していた。ある評論家はノウ・ナッシングの公認を「ポンコツの牧師、横たわる抜歯作業者、不愉快な僧侶」と表現し、「ヘンリー・J・ガードナーというオンボロの害虫に」率いられているとしていた。しかし、ガードナーは楽観的であり、あるジャーナリストに大差で勝利すると警告していた。選挙結果は地滑り的なものになった。ガードナーはが投票総数の79%を獲得し、州議会も連邦議会もほとんど全ての議席がノウ・ナッシングによって占められることになった。

## マサチューセッツ州知事
ノウ・ナッシングが圧倒することになった議会はそれまでの議会とは異なることになった。議員のほとんど全員が新当選者だった。1855年の会期は州の歴史の中でも最大級に生産的なものとなり、約600件の法案と決議案が成立した。ガードナーはその就任演説で、期待していることは党の指導者としてその地位を確固たるものにすることだと言った。その演説は移民排斥問題に集中しており、移民の水準が危機的な状況に達しているという大げさな表現まであった。1日労働時間10時間といって基本的な改革は除外し、奴隷制度という議論の多い問題も避けた。

### 改革
1855年のマサチューセッツ州議会は幅広い改革法案を通し、その大半にガードナーが署名して法制化させた。幅広い権限を持った保健委員会が創設された。破産法は下層階級の個人に恩恵があるように改定された。債務者収監制度は廃止された。就学年齢の児童に対するワクチン接種が義務付けられ、女性は自分の資産を所有する権利を与えられ、夫の債務について連帯責任を免れるようになった。児童労働については制限が設けられた。学校は人種統合され、女子のための学校が設立され、教区学校に対しては州の財政的援助が取り払われた。都市や町は道路の建設、ガス、水道、下水道の整備、ドックや桟橋など公共輸送設備の建設といった公共の様々な改良に携わる権限を与えられた。活発な議論があったにも拘わらず法制化まで至らなかった重要な法案は、1日労働時間10時間に制限する法案だった。
州憲法に対しても幾つかの修正が行われた。それらの全ては1853年の州憲法検討会議で提案されたものであり、それら提案は人気があったものの、手続きがうまく行かず、住民投票で否決されていた。選挙で絶対多数を得た者が当選するという制度は連邦議会の選挙では既に実施されていたが、それが州レベルの選挙にも拡大された。州行政府の役人が選挙で選ばれるようになった。例えば、知事評議員、検事総長、州務長官、監査官、財務官があった。選挙区割りを行う規則が改定され、町ごとの選挙区ではなく、人口を元に決められるようになった。
激しい議論の対象になったものには厳しい禁酒法があり、グロッグ（ラム酒を水で割った飲み物）をコップ一杯提供することで、禁固6か月の罰が課された。この法はガードナーが署名して法制化されたが、即座に抗議の声が上がり、それを成立させた議員は後に旅行先でバーの料金を州に付けたことで批判された。

### 移民排斥問題
幾つかの法と行政行動は移民排斥問題に真っ正面から取り組んでいた。アイルランド系移民で構成されていたいわゆる「外国人」民兵隊が解隊され、外国人は警官になることも政府の役人になることも認められなかった。州は1,000人以上の困窮した外国人とされる者を国外追放にし、虐待に対する抗議を煽り立てた。ある場合にはアメリカで生まれた乳児を連れた女性を、如何なる支援手段もなくリヴァプールに送り返した。ガードナーはこの手続きで州は10万ドルを節約できたと報告していた。
移民排斥問題に関して最も論議を呼んだのは、ローマ・カトリック教会の寄宿舎で虐待があったとされる件で州議会が調査をさせたことだった。その調査員の中でもジョセフ・ヒスが、これら施設の尼僧に関して卑猥な発言をしたとされ、後には酒を飲み、売笑を買っていたことがわかった。このスキャンダルは新聞で大きく扱われ、ノウ・ナッシングの評判を傷つけた。

### 奴隷制度
ガードナーが州知事に当選する前の1854年5月24日、アンソニー・バーンズが1850年逃亡奴隷法の下に、逃亡者としてボストンで逮捕された。サフォーク郡の検認判事エドワード・G・ローリングは、マサチューセッツ州巡回裁判所のアメリカ合衆国コミッショナーも務めており、バーンズをバージニア州で奴隷の身分に戻すよう命令したので、奴隷制度廃止運動家を怒らせ、マサチューセッツ州内で反奴隷制度の世論を強めることになった。ウィリアム・ロイド・ガリソンが先鋒となった大衆の請願運動の圧力下で、議会は1855年と1856年にアドレス法案を成立させ、ローリング判事を州の役職から罷免するよう要求したが、どちらの場合もガードナーがローリング罷免を拒否した。ローリングを排除するための3回目のアドレス法は、ガードナーの後継知事ナサニエル・P・バンクスによって認められることになった。
ノウ・ナッシングが支配した議会はガードナーの拒否権を乗り越え、最も厳格な個人自由法を通した。これは奴隷所有者にとって1850年逃亡奴隷法の執行をできる限り困難にするよう考案されていた。ガードナーはこの法が北部と南部の関係を悪化させるものと言って、その撤廃を求めた。議会の少数党は法の効力を弱めようとしたが、「人身保護令状」、陪審員裁判、州の予算による弁護の権利など主要な条項は生き残った。

### その後の選挙

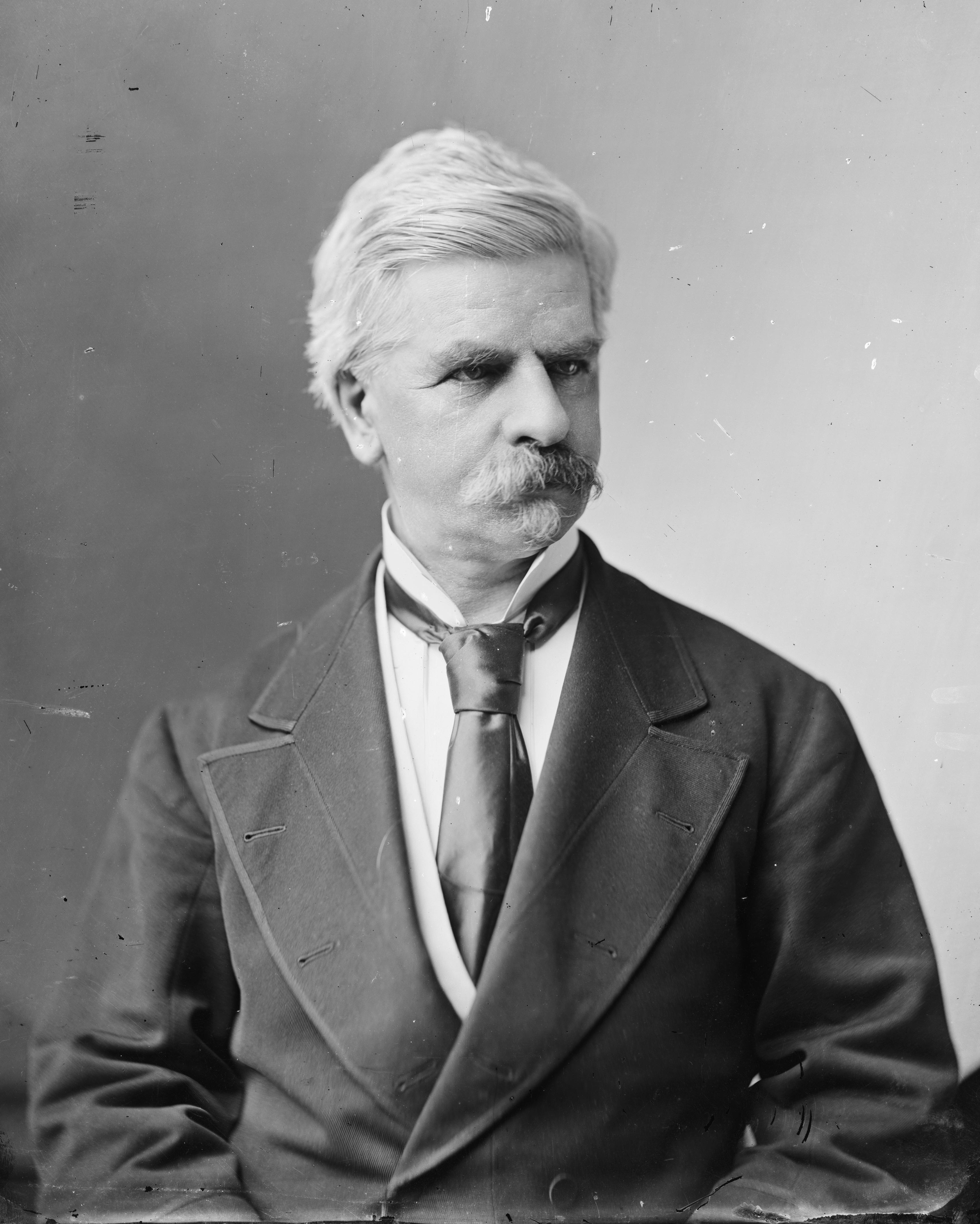
ナサニエル・P・バンクス、元はノウ・ナッシング、1857年の州知事選挙でガードナーを破った

1855年、ノウ・ナッシングの全国大会は奴隷制度への対し方で分裂した。マサチューセッツ州のヘンリー・ウィルソンを始め著名な反奴隷制度ノウ・ナッシング支持者は、奴隷制度廃止を主要課題とする新党を結成する新たな試みを始めた（1854年に一度失敗していた）。この動きは共和党の結成に繋がり、ノウ・ナッシングとは二党の融合を交渉しようとした。しかし、マサチューセッツ州のノウ・ナッシング指導層は融合を拒み、共和党の指導層は連衡を拒み、ガードナーは融合を支持していたが、多くの共和党員はガードナーの反奴隷制度の考え方については懐疑的だった。両党はそれぞれの候補者を立てることとなり、ノウ・ナッシングの多くの政治家や支持者が同盟先を変えた。秋の選挙では、ガードナーは厳格な移民排斥の綱領で出馬し、総投票数の38%を獲得した。対する共和党のジュリアス・ロックウェルは27%に留まった。絶対多数を得た者を当選者とする選挙法が有効となっており、ガードナーが当選したが、分裂（またノウ・ナッシングの政策を進める集団での不満）のために、元自由土地党や民主党からの支持は減ることになった。1856年の選挙では、ガードナーは共和党との取引で、ノウ・ナッシングが共和党大統領候補のジョン・C・フレモントを支持するのと引き換えに、州知事候補を立てなかった。ガードナーは容易に再選されたが、多くの共和党員がガードナーを支持する代わりに抗議の候補者に投票することになった。ガードナーは共和党の支持をチャールズ・サムナーに代わるアメリカ合衆国上院議員の選挙に利用しようと考えた。上院議員の選出は当時州上院で行われていた。しかし、共和党は1857年の会期冒頭のガードナーの演説前に乗員を操作しており、サムナーが容易に再選された。
国内は1857年恐慌と血を流すカンザスのために割れていたが、同年のマサチューセッツ州の選挙は別の要因が引っかかっていた。ガードナーは共和党（および元ノウ・ナッシング）のナサニエル・プレンティス・バンクスと民主党のエラスムス・ビーチの挑戦を受けた。ガードナーは元ホイッグ党の工業資本家の道具以上のものになっていないと非難され、バンクスは元ノウ・ナッシングの支持者の多くを自陣に取り込むのがうまく、特にジョン・Z・グッドリッチはバンクスの強力な反奴隷制度の姿勢を保証した。ガードナーは地方の問題で争おうとしたが、奴隷制度が中心命題となり、バンクスが余裕をもって当選した。
1858年、ガードナーはノウ・ナッシングの残党と考えられるものと民主党との連衡を画策しようとしたが、適切な候補者を見つけようという試みが失敗した。同年のノウ・ナッシングの候補者エイモス・A・ローレンスは、バンクスに大差を付けられて敗れた。

## 後年
ガードナーは1876年まで乾物商を続け、1887年にはマサチューセッツ州生命保険会社のエージェントになった。1892年、マサチューセッツ州ミルトンで死んだ。1850年代、ハーバード大学から名誉学位を贈られていた。1855年には古代栄誉砲兵中隊の隊員になっていた。